# Beauden Barrett
Beauden John Barrett (* 27. Mai 1991 in New Plymouth, Neuseeland) ist ein neuseeländischer Rugby-Union-Spieler. Er spielt für die Blues im Super Rugby und die All Blacks, die neuseeländische Nationalmannschaft, hauptsächlich auf der Position des Verbindungshalb, kommt allerdings auch als Schlussmann zum Einsatz. Mit den All Blacks gewann er 2015 die Rugby-Union-Weltmeisterschaft.
In den Jahren 2016 und 2017 konnte er den Titel „World Rugby Menʼs 15s Player of the Year“ gewinnen und ist damit nach seinem ehemaligen All-Blacks-Kapitän Richie McCaw erst der zweite Spieler überhaupt, dem der Gewinn dieses Titels in zwei aufeinanderfolgenden Jahren gelang.
Barrett hat sieben Geschwister, von denen drei Brüder ebenfalls professionell Rugby spielen oder gespielt haben. Zusammen mit seinen jüngeren Brüdern Jordie und Scott bildete er das erste Geschwister-Trio, das gemeinsam für die All Blacks auflief.

## Karriere
Nach Beauden Barretts Debütsaison für Taranaki im ITM-Cup 2010 nahm ihn das Super-Rugby-Franchise Hurricanes unter Vertrag. Im Alter von 19 Jahren debütierte er 2011 für die Hurricanes im Spiel gegen die Cheetahs. Nur ein Jahr später wurde er für die Serie gegen Irland in den Kader der All Blacks berufen. Nach seiner Einwechslung in der 23. Minute für Aaron Cruden gab er am 23. Juni 2012 sein Debüt, wobei das Spiel 60:0 gewonnen wurde.
Bei der Rugby-Union-Weltmeisterschaft 2015 spielte Barrett in sechs Spielen und erzielte dabei 26 Punkte, unter anderem den letzten Versuch im Finale gegen Australien, und verhalf den All Blacks damit zu ihrem dritten Weltmeistertitel.
In der Super-Rugby-Saison 2016 konnte er mit den Hurricanes den ersten Super-Rugby-Titel der Franchisegeschichte gewinnen. Im Finale steuerte Beauden Barrett 15 Punkte, darunter einen Versuch, zum 20:3-Sieg über die Lions bei und wurde zum Man of the Match gewählt.
Nach der Super-Rugby-Saison 2019 verlängerte Barrett seinen Vertrag mit New Zealand Rugby bis 2023. Er wechselte im Rahmen der Vertragsverlängerung nach acht Jahren bei den Hurricanes als Spieler mit den meisten erzielten Punkten auch das Franchise und zog nach Auckland, der Heimatstadt seiner Frau, wo er sich den Blues anschloss.
Ebenso Teil des Vertrags war ein Sabbatical, in dem er die Saison 2021 in der JRLO für den japanischen Club Tokyo Sungoliath spielte. Zwar wurde Barrett mit 168 erzielten Punkten Topscorer der Saison, das Finale gegen die Panasonic Wild Knights ging dennoch mit 26:31 verloren.
Am 30. Oktober 2021 erzielte Barrett gegen Wales in seinem 100. Länderspiel für Neuseeland zwei Versuche und wurde zum Player of the Match gewählt. Er ist der elfte Spieler, der in 100 oder mehr Länderspielen für die All Blacks aufgelaufen ist.